# Eriphioides tractipennis
Eriphioides tractipennis là một loài bướm đêm thuộc phân họ Arctiinae, họ Erebidae.